# Faecalicatena acetigenes
Faecalicatena acetigenes es una bacteria grampositiva del género Faecalicatena. Fue descrita en el año 2022. Su etimología hace referencia a producción de acetato. Es anaerobia estricta. Produce propionato y acetato. Tiene un contenido de G+C de 42,4%. Se ha aislado de heces humanas. 